# 1817 dans les chemins de fer
Chronologie des chemins de fer
1816 dans les chemins de fer - 1817 - 1818 dans les chemins de fer

## Évènements
- George Stephenson met au point une locomotive à vapeur, qui peut remorquer un train de charbon de 70 tonnes.

## Naissances
- 15 juillet.  Royaume-Uni :   John Fowler à Wadsley, Yorkshire du Sud.